# Ahmad Saʿd

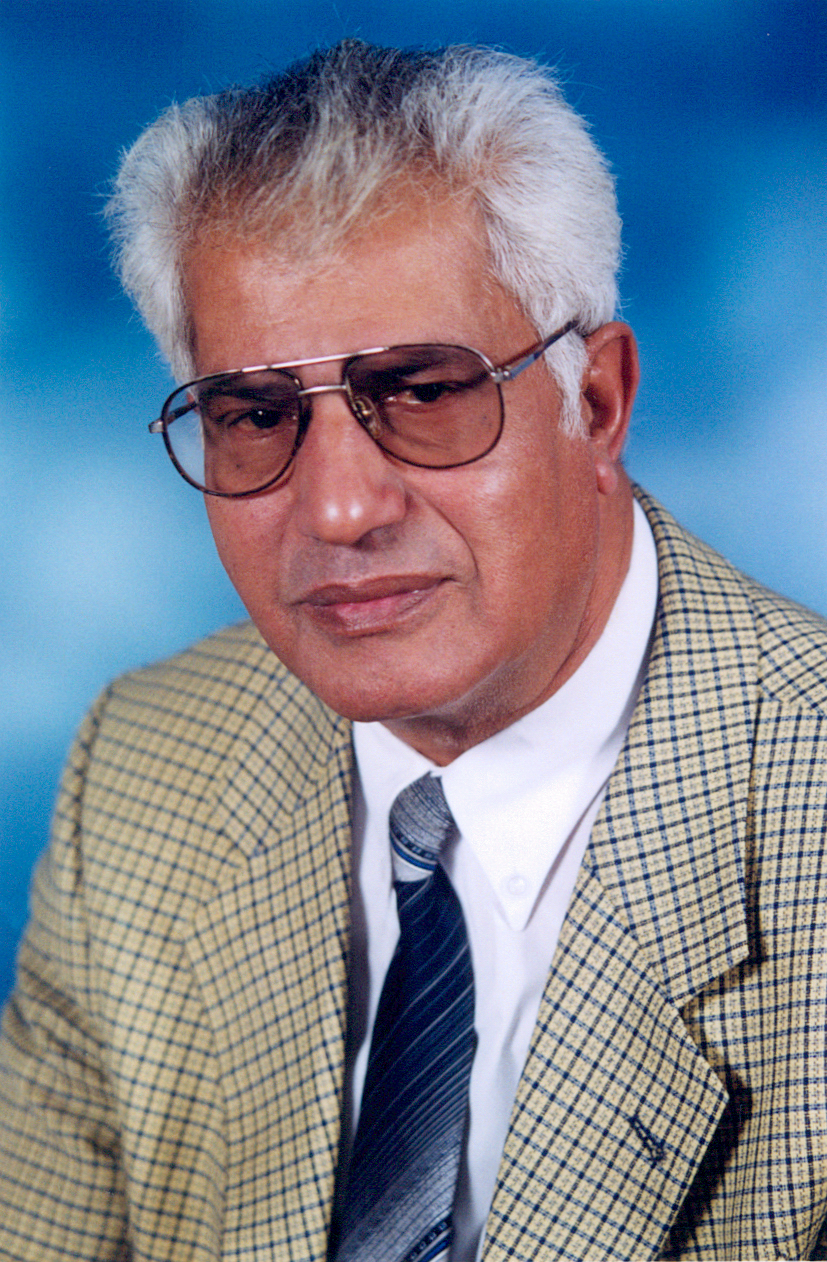
Ahmad Sa'd

Ahmad Saʿd (hebräisch אחמד סעד; arabisch أحمد سعد, DMG Aḥmad Saʿd; * 25. November 1945 im Palästina; † 20. April 2010) war ein israelisch-arabischer Journalist und Politiker.
Saʿd studierte Ökonomie an der Universität Leningrad und erhielt dort seinen Ph.D. Er war Direktor des Tumas Institute for Social & Political Research in Haifa.
1996 wurde Saʿd für Chadasch, das bei diesen Wahlen eine gemeinsame Liste mit Balad bildete, in die 14. Knesset gewählt und gehörte ihr somit vom 17. Juni 1996 bis zum 7. Juni 1999 an. In der Knesset war er unter anderem Mitglied des Finanzausschusses.
Saʿd veröffentlichte mehrere Bücher über Ökonomie und über israelisch-arabische Beziehungen. Als Journalist war er unter anderem für die Zeitung Al-Ittihad tätig.